# Bypass
Bypass (IPA: /bajpɑːs/) innebär inom medicin att skapa en alternativ eller en andra väg för något, ofta blodflöde.

## Vaskulär bypass
Vaskulär bypass innebär en bypassoperation där man flyttar blodkärl eller genom implantat av syntetiska tuber. Blodkärl som ofta används i denna typ av procedur är vener från patientens ben. När det krävs kan dock en artär kapas vid ett ställe för att återkopplas till en annan artär, vilket kan användas när en region behöver blodflödet mer än ursprungsregionen.

### Koronar bypass
Kranskärlsoperation, eller koronar bypass, är ett exempel på en vaskulär bypassoperation. Vid igentäppta kranskärl på hjärtat opereras kärl från andra delar av kroppen, ofta en ven från benet eller en artär från insidan av bröstkorgen, till hjärtat för att täcka blodförsöjningen i det område av hjärtat där blodtillförseln strypts av det igensatta kranskärlet.

## Gastrisk bypass
Gastrisk bypass betecknar en bypassoperation där magsäcken förbikopplas. Man delar magsäcken och sparar en liten ficka längst upp dit tunntarmen kopplas. Denna operation används som behandling mot fetma.